# Wyschnja (Fluss)
Die Wyschnja (ukrainisch Вишня; polnisch Wisznia) ist ein rechter Zufluss des San, der im Westen der Ukraine entspringt und rund 15 km südöstlich von Jarosław in den San mündet. Die Länge des Flusslaufs wird unterschiedlich mit 78 km bis 100 km angegeben. Der größte Teil des Flusslaufs liegt in der Ukraine, nur der letzte, rund 20 km lange Abschnitt in der Mikroregion Dolina dolnego Sanu in der Woiwodschaft Karpatenvorland in Polen.

## Geografie
Der Fluss entspringt bei Rudky im Rajon Sambir, bildet in Nowosilky-Hostynni eine Bifurkation, wobei ein Teil zum Oberlauf des Dnister strömt, fließt zunächst nach Nordwesten durch Sudowa Wyschnja und dann in nordwestlicher Richtung weiter zur polnischen Grenze und schließlich durch Polen, bis er gegenüber der Kleinstadt Radymno in den San mündet.
Das Einzugsgebiet wird mit  1220 km² angegeben.